# Чарикар
Чарика́р (дари چاریکار Čārikār) — город в Афганистане, на шоссе Кундуз — Кабул, административный центр провинции Парван.
В 1973 году — 100 тыс. жителей. Город известен своим гончарным производством.

Во время Афганской войны в Чарикаре стоял 45-й отдельный инженерно-сапёрный полк 40-й общевойсковой армии ВС СССР.
Также возле города, восточнее автотрассы Кабул-Хайратон, находится большая равнинная территория (Чарикарская равнина), заросшая невысокими деревьями и засаженная густыми плантациями винограда, названная военнослужащими ВС СССР Чарикарская зелёнка. За историю Афганской войны эта местность получила печальную славу среди советских военнослужащих из-за постоянных нападений душманов на проходящие по трассе колонны.